# غرانت كامبل (مغني)
غرانت كامبل (بالإنجليزية: Grant Campbell)‏ هو مغني بريطاني، ولد في 1979.